# Apicia arnetaria
Apicia arnetaria là một loài bướm đêm trong họ Geometridae.